# Vladimír Derner
Vladimír Derner (* 13. července 1956 Hradec Králové) je český politik a stavební inženýr, v letech 2000 až 2020 zastupitel Královéhradeckého kraje (z toho v letech 2000 až 2004, 2008 až 2012 a 2016 až 2020 náměstek hejtmana), v letech 1990 až 2000 starosta města Třebechovice pod Orebem na Královéhradecku, člen KDU-ČSL.

## Život
V letech 1971 až 1975 absolvoval studium na SPŠ stavební v Hradci Králové a následně v letech 1975 až 1980 vystudoval obor konstrukce a dopravní stavby na Fakultě stavební Českého vysokého učení technického v Praze (získal titul Ing.). Vzdělání si pak ještě doplnil mezi lety 1986 a 1988 postgraduálním studiem oboru betonové konstrukce na ČVUT v Praze.
V 80. letech 20. století se postupně živil jako statik, projektant a vedoucí projektant v oboru betonových a železobetonových konstrukcí. V letech 1990 až 1992 byl členem statutárního orgánu společnosti Inpros. Od roku 2005 soukromě podniká.
Vladimír Derner je ženatý, manželka Irena pracuje jako ředitelka domova důchodců. Mají spolu tři děti – dceru Janu a syny Tomáše a Ondřeje. Žijí ve městě Třebechovice pod Orebem.

## Politické působení
Od roku 1990 je členem KDU-ČSL. Ve straně mimo jiné zastává funkci člena Celostátní konference a od roku 2015 je předsedou Krajského výboru KDU-ČSL Královéhradeckého kraje. Je také místopředsedou Místní organizace KDU-ČSL Třebechovice pod Orebem.
Do komunální politiky vstoupil, když byl za KDU-ČSL zvolen v komunálních volbách v roce 1990 zastupitelem města Třebechovice pod Orebem na Královéhradecku, zároveň se stal i starostou. Obě funkce obhájil ve volbách v roce 1994 a 1998 (v roce 1994 i 1998 byl lídrem kandidátky). V roce 2000 po zvolení do Zastupitelstva Královéhradeckého kraje na mandát starosty rezignoval. Post zastupitele města dále obhájil ve volbách v roce 2002, 2006 a 2010. Také v komunálních volbách v roce 2014, kdy byl lídrem kandidátky KDU-ČSL, byl zvolen zastupitelem města (jednalo se již o jeho sedmé volební období). Působil rovněž jako člen Komise stavební Rady města. Ve volbách v roce 2018 již nekandidoval.
V krajských volbách v roce 2000 byl z pozice člena KDU-ČSL lídrem Čtyřkoalice (tj. KDU-ČSL, US, ODA a DEU). Byl zvolen zastupitelem Královéhradeckého kraje a později v témže roce i 1. náměstkem hejtmana. Ve volbách v roce 2004 obhájil jakožto lídr na samostatné kandidátce KDU-ČSL post zastupitele kraje, avšak náměstkem se již nestal. Po třetí byl zvolen krajským zastupitelem ve volbách v roce 2008, kdy kandidoval na 5. místě subjektu "Koalice pro Královéhradecký kraj" (tj. KDU-ČSL a hnutí Nestraníci), ale vlivem preferenčních hlasů skončil první. V listopadu 2008 byl zvolen 2. náměstkem hejtmana a ve funkci setrval do voleb v roce 2012, kdy opět obhájil na kandidátce subjektu "Koalice pro Královéhradecký kraj" (tj. KDU-ČSL, VPM a HDK) mandát zastupitele, avšak skončil ve funkci náměstka hejtmana. Od roku 2012 působil jako předseda Výboru kontrolního a člen Výboru sociálního a Výboru pro dopravu. V krajských volbách v roce 2016 byl lídrem "Koalice pro Královéhradecký kraj" (tj. KDU-ČSL, VPM a HDK), mandát krajského zastupitele se mu podařilo obhájit. Dne 14. listopadu 2016 byl zvolen náměstkem hejtmana pro oblast sociální. Ve volbách v roce 2020 již nekandidoval a skončil tak i jako náměstek hejtmana.
Ve volbách do České národní rady v roce 1992 kandidoval za KDU-ČSL ve Východočeském kraji, ale neuspěl. Neuspěl ani ve volbách do Poslanecké sněmovny PČR v roce 1996 a 1998, kdy kandidoval ve Východočeském kraji. Do Sněmovny se nedostal ani ve volbách v roce 2006 (skončil jako 1. náhradník), 2010 a 2013 (opět skončil jako 1. náhradník), kdy kandidoval již v Královéhradeckém kraji.
Ve volbách do Senátu PČR v roce 2008 kandidoval za KDU-ČSL v obvodu č. 45 – Hradec Králové. Se ziskem 6,86 % hlasů však skončil na 4. místě.